# Rəşad Kərimov
Rəşad Tahir oğlu Kərimov (ur. 5 marca 1984) – azerski bokser, były posiadacz pasa GBC oraz interkontynentalnego i międzynarodowego tytułu IBO w kategorii półciężkiej. Posiada również obywatelstwo niemieckie, gdzie mieszka i stoczył do tej pory większość zawodowych walk.

## Kariera zawodowa
Jako zawodowiec zadebiutował 15 września 2007, pokonując przez techniczny nokaut w czwartej rundzie Niemca Dmitrija Weimera. Do 12 stycznia 2008 stoczył dwa kolejne pojedynki, pokonując przed czasem Ronny'ego Daunke oraz Senola Cente na punkty.
29 marca 2008 doznał pierwszej porażki w karierze, przegrywając nieznacznie na punkty z Niemcem Sebastianem Wille. W kolejnym pojedynku, który odbył się 10 maja 2008 Azer zmierzył się z reprezentantem Niemiec Alim Kiroglu w walce o interkontynentalne mistrzostwo GBC w kategorii superśredniej. Kərimov zwyciężył przez techniczny nokaut w piątej rundzie, zdobywając pas.
11 kwietnia 2009 zdobył mistrzowski pas federacji GBC w kategorii półciężkiej. W walce o pas pokonał przez techniczny nokaut w czwartej rundzie Niemca Thomasa Hengstbergera. 11 grudnia 2009 Kərimov zmierzył się z Ralfem Riemerem w walce o pas GBC oraz międzynarodowe mistrzostwo IBO w kategorii półciężkiej. Azer zwyciężył już w pierwszej rundzie, nokautując rywala. Tytuł GBC obronił 19 czerwca 2010, pokonując w dwunastorundowym pojedynku Czecha Michala Bilaka.
Od 2011 do 2014 stoczył kolejnych 13. pojedynków, odnosząc 12. zwycięstw oraz 1. porażkę. Kərimov aktualnie mieszka w Norymberdze.